# 말레키스
말레키스(Malekith)는 마블 코믹스가 출판하는 만화책의 악당이다. 스바르트알프 다크엘프의 지배자로, 토르의 적에 해당한다. 2013년 영화 《토르: 다크 월드》에서는 크리스토퍼 에클스턴이 연기했다.

## 담당 배우

### 영화
- 토르: 다크 월드 (2013) - 크리스토퍼 에클스턴